# Ostrowy nad Okszą
Ostrowy nad Okszą (do 2009 Ostrowy) – wieś w Polsce, położona w województwie śląskim, w powiecie kłobuckim, w gminie Miedźno, nad rzeką Białą Okszą.
W latach 1952–1954 roku miejscowość była siedzibą gminy Ostrowy nad Okszą, następnie gromady Ostrowy nad Okszą. W latach 1975–1998 miejscowość administracyjnie należała do województwa częstochowskiego.
We wsi znajduje się kościół św. Andrzeja Boboli, będący siedzibą parafii Stygmatów św. Franciszka z Asyżu.  
W Ostrowach znajduje się Zespół Szkolno-Przedszkolny im. Tadeusza Kościuszki.

## Nazwa
Nazwa miejscowości notowana była w formach Ostrowi (1470-80), Ostrow (1581), Ostrow (1763), Ostrowy (1921), Ostrowy, Ostrowy nad Okszą (1952). Jest to nazwa topograficzna wywodząca się od wyrazu pospolitego ostrów ‘wyspa, pole położone pomiędzy łąkami a rowami, bór’.
1 stycznia 2009 roku zmieniono nazwę Ostrowy na Ostrowy nad Okszą, wyróżniającą ją od innych wsi o tej nazwie.
| SIMC    | Nazwa           | Rodzaj    |
| ------- | --------------- | --------- |
| 1001906 | Góry            | część wsi |
| 1001935 | Kolonia Ostrowy | część wsi |
| 1001941 | Koniec          | część wsi |
| 1002030 | Raków           | część wsi |
| 1002099 | Środkowa Wieś   | część wsi |
| 1002136 | Zabrodzie       | część wsi |
| 1002142 | Zadworze        | część wsi |

## Historia
Historia Ostrów sięga 1241 (przekaz ustny). Pierwsi osadnicy założyli osadę zwaną Ostrą Górką liczącą 6 zagród. W 1383 w dekretach Władysława Opolczyka występuje nazwa wsi Ostrowy w powiecie Krzepickim. W kronikach Jana Długosza występuje jako wieś za króla Władysława Jagiełły należąca do kanonii Kłobuck.
W 1655 Ostrowy liczyły 23 zagrody. Zapis po "potopie szwedzkim" w 1658 wykazuje 6 zagród. W 1789 Ostrowy liczyły 92 domy i 396 mieszkańców. Na wieś przypadało 123 dni pańszczyzny w roku tzw. tłoki. W 1874 Ostrowy liczyły 119 domów oraz 776 mieszkańców wraz z dworem.
W dobie Sejmu Wielkiego Ostrowy należały do powiatu lelowskiego.
3 października 1863 podczas powstania styczniowego między Ostrowami, Nowym Folwarkiem, a Kocinem miało miejsce starcie powstańców z wojskami rosyjskimi, zwana potyczką pod Kocinem. W 1864 ukazem carskim zostaje uwłaszczone 109 gospodarstw z zachowaniem serwitutów – służebność lasów przez dwór na rzecz wsi. Obowiązują one do dziś, budząc wiele emocji. 
W 1866 wielu mieszkańców wsi padło ofiarą epidemii cholery. 17 z nich zostało pochowanych na osobnym cmentarzu przy drodze do Miedźna.
Pod koniec września 1900 podczas odwiedzin swoich dóbr w Zagórzu, w obfitujących w zwierzynę ostrowskich lasach, polował książę Michał Aleksandrowicz.
W 1884 została otwarta Szkoła Ludowa. W 1918 powstała Straż Ogniowa, a w 1922 parafia. W latach 1929–1930 utworzono Spółkę Handlową i Kasę Stefczyka na prawie członkowskim. We wrześniu 1939 wojna zniszczyła Ostrowy w 55 procentach.
Życie i rozwój Ostrów związany był z rzeką. Na jej wysepkach budowano domy. Pomniki świadkowie dawnych borów to 400-letnie dęby we wsi. W 2003 na Okszy między Ostrowami a wsią Borowa oddano do użytku Zalew Ostrowy, który stał się atrakcją turystyczną. We wsi znajduje się drogowy odcinek lotniskowy Ostrowy.

## Galeria

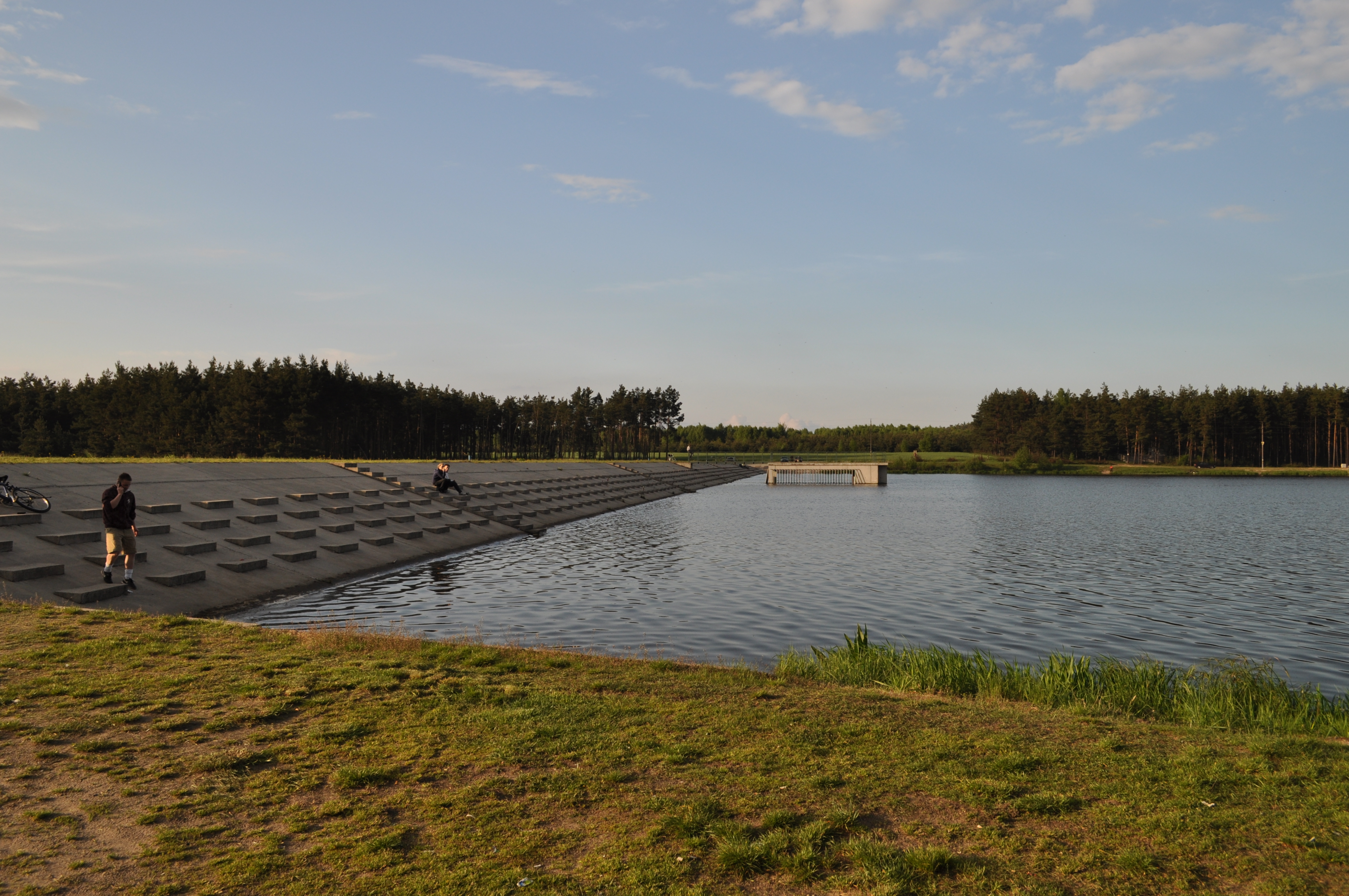
Tama zalewu Ostrowy
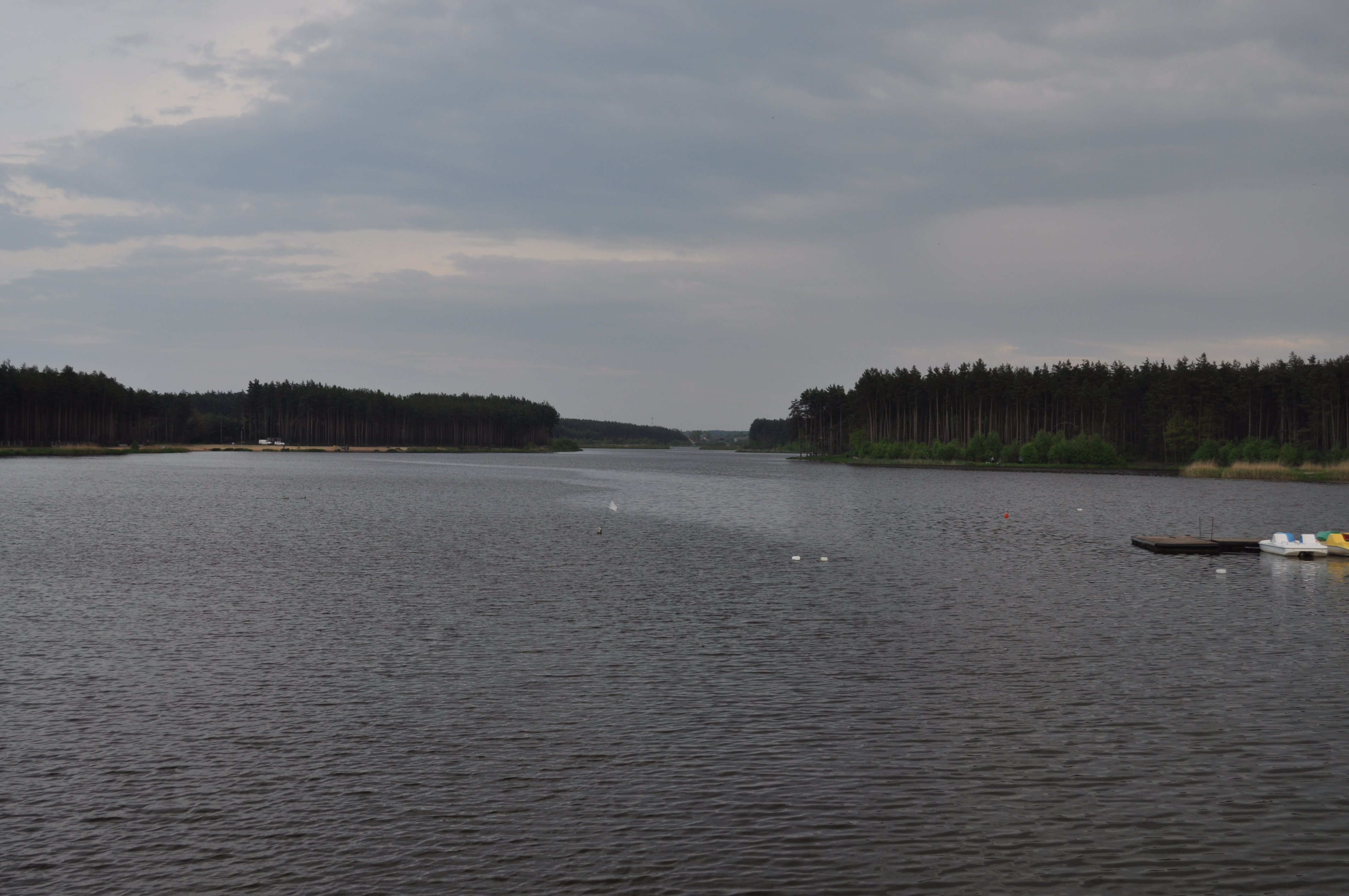
Widok na zalew w Ostrowach
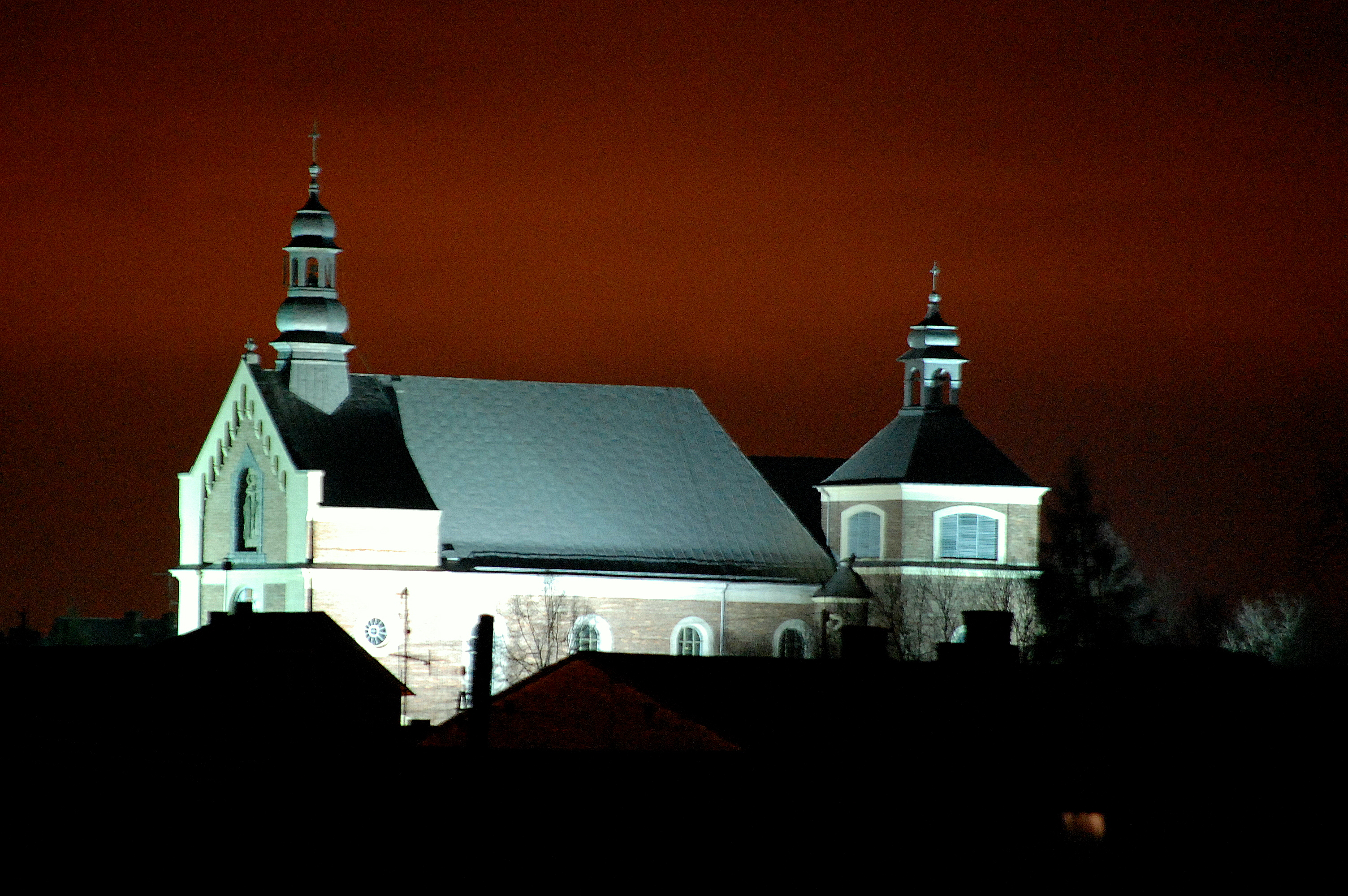
Kościół pw. Św. Andrzeja Boboli w Ostrowach